# Pilsak von Wellenau

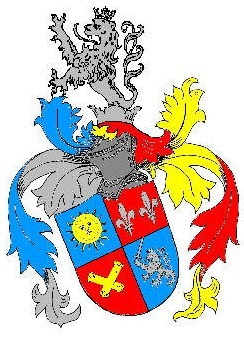
Wappen der Familie
Pilsak Edle von Wellenau

Pilsak von Wellenau, auch Pilsak Edle von Wellenau, ist der Name einer österreichischen Adelsfamilie, die erstmals im Jahr 1657 in der nordböhmischen Ortschaft Schüttenitz bei Leitmeritz mit Joannes Plzaczek und seiner verwitweten Mutter Margaretha, die sich dort ein Haus erwarben, urkundlich genannt ist (siehe hierzu: Familie Pilsak).

## Adelserhebung
Am 5. Dezember 1825 wurde in Wien der damalige Hauptmann des Wiener Garnisons-Artillerie-Distrikts Wenzel Pilsak (1779–1855) aus Pokratitz (heute Stadtteil von Leitmeritz), bis 1848 Oberdirektor der Feuergewehrfabrik in Wien und Steyr sowie k.k. Generalmajor, in den österreichischen Adelsstand mit dem Prädikat „Edler von Wellenau“ erhoben. Mit dem Tod seines zweiten Sohnes Eduard Pilsak von Wellenau (1823–1907), Generalmajor und Artillerie-Direktor beim Generalkommando in Brünn, starb die Familie im Jahr 1907 schon in der zweiten Generation im Mannesstamm aus.

## Wappen
Geviert, 1 in Blau eine goldene Strahlensonne im rechten Oberwinkel, 2 in Rot zwei silberne Lilien nebeneinander, 3 in Rot zwei geschrägte goldene Kanonenrohre, 4 in Blau ein silberner Löwe, in der rechten Vorderpranke ein blankes Schwert schwingend. Auf dem Helm mit rechts blau-silbernen, links rot-goldenen Decken der Löwe wachsend.

## Namensträger
- Wenzel Pilsak von Wellenau (1779–1855), österreichischer k.k. Generalmajor und Oberdirektor der Feuergewehr-Fabrik zu Wien und Steyr
- Eduard Pilsak von Wellenau (1823–1907), Wenzels Sohn, österreichischer k.u.k. Feldmarschallleutnant und Artillerie-Direktor beim Generalkommando in Brünn